# Carli Lloyd (voleibolista)
Carli Ellen Lloyd (Fallbrook, 6 de agosto de 1989) é uma jogadora de voleibol dos Estados Unidos que atua como levantadora.
Com a seleção dos Estados Unidos, conquistou a inédita medalha de bronze nos Jogos Olímpicos do Rio, ao derrotar os Países Baixos por 3 sets a 1. Um ano antes, durante a disputa dos Jogos Pan-Americanos de Toronto, ajudou sua seleção a conquistar a medalha de ouro e foi eleita a melhor levantadora e jogadora mais valiosa da competição.
Foi contratada pelo Dentil/Praia Clube para temporada 2018–19 do voleibol brasileiro e sagrou-se vice-campeã da edição do Campeonato Mineiro de 2018. Na sequência obtém o primeiro título da Supercopa Brasileira de 2018, e disputou a semifinal na edição do Campeonato Mundial de Clubes de 2018, realizada em Shaoxing, terminando na quarta colocação.
Pelo Dentil/Praia Clube conquistou o vice-campeonato da Copa Brasil de 2019 realizada em Gramado e a medalha de prata no Campeonato Sul-Americano de Clubes de 2019 realizado novamente em Belo Horizonte. Ainda pelo clube mineiro avançou a grande final da Superliga Brasileira de 2018–19, atuando nos dois jogos da série final, mas terminou com o vice-campeonato.

## Títulos e resultados
- Future de Halifax do Circuito Mundial de Vôlei de Praia de 2023:
- Campeonato Mundial de Clubes: 2018[7]
- Superliga Brasileira Aː2018-19
- Supercopa Brasileira: 2018[5]
- Copa Brasil:2019[8]
- Campeonato Mineiro: 2018[4]
- Sul-Americano: 2019